# هوغو مايو (شاعر)
هوغو مايو هو شاعر إكوادوري، ولد في 24 نوفمبر 1895 في مانتا، الإكوادور في الإكوادور، وتوفي في 5 أبريل 1988 في غواياكيل في الإكوادور.